# 马头山镇
马头山镇，是中华人民共和国江西省抚州市资溪县下辖的一个乡镇级行政单位。

## 行政区划
马头山镇下辖以下地区：
马头山镇社区、彭坊村、永胜村、杨坊村、湖石村、榨树村、下阳村、柏泉村、梁家村、斗垣村、马头山村、港东村、山岭村、昌坪村和马头山林场生活区。